# Diamond Dogs (album)
Diamond Dogs is een succesvol album van pop-artiest David Bowie uit 1974. Het album bevat de hit Rebel Rebel. De cover is een ontwerp van de Belgische kunstenaar Guy Peellaert.

## Tracklist
- Alle nummers geschreven door Bowie, tenzij anders genoteerd.

kant 1
1. "Future Legend (incl. Bewitched, Bothered and Bewildered" (Richard Rodgers)) – 1:05
2. "Diamond Dogs" – 5:56
3. "Sweet Thing" – 3:39
4. "Candidate" – 2:40
5. "Sweet Thing (Reprise)" – 2:31
6. "Rebel Rebel" – 4:30

kant 2
1. "Rock 'n' Roll with Me" (Bowie, Warren Peace) – 4:00
2. "We Are the Dead" – 4:58
3. "1984" – 3:27
4. "Big Brother" – 3:21
5. "Chant of the Ever Circling Skeletal Family" – 2:00

Bonustracks op heruitgave 1990
1. "Dodo" – 2:53
2. "Candidate (Demo version)" – 5:09

Bonustracks op heruitgave 2004
1. "1984/Dodo" – 5:29
2. "Rebel Rebel (US A-side)" – 3:00
3. "Dodo" – 2:53
4. "Growin' Up" (Bruce Springsteen) – 3:25
5. "Candidate (Demo version)" – 5:09
6. "Diamond Dogs (The Best of Bowie edit)" – 4:41
7. "Candidate (Intimacy mix)" – 2:58
8. "Rebel Rebel (2003 mix)" – 3:09

## Artiesten
- David Bowie – zang, gitaar, saxofoon, Moog synthesizer, Mellotron
- Mike Garson – keyboard
- Herbie Flowers – basgitaar
- Tony Newman – drums

### Bijkomende artiesten
- Alan Parker – gitaar op 1984
- Aynsley Dunbar – drums
- Tony Visconti – snaarinstrumenten